# Karl-Heinz Dickopp
Karl-Heinz Dickopp (* 10. Juli 1936) ist deutscher Pädagoge.

## Leben
Er studierte Philosophie, Pädagogik, Geschichte und Theologie an der Universität Bonn, wo er 1965 das Staatsexamen und Promotion am 24. Februar 1965 ablegte. 1972 wurde er wissenschaftlicher Rat und Professor für Allgemeine Pädagogik mit den Schwerpunkten Bildungstheorie, Bildungsgeschichte und Bildungsplanung an der Gesamthochschule Essen. Von 1975 bis 2001 lehrte er als ordentlicher Professor für das Fach Theorie der Erziehung an der FernUniversität Hagen.
Seine Forschungsschwerpunkte waren zunächst im philosophischen und historischen Bereich (Nietzsche/Nationalsozialismus), dann zur Anthropologie, zur interkulturellen sowie zur personalen Pädagogik und zur moralischen Erziehung. Er wirkte im Rahmen der Politikberatung und Schulentwicklungsplanung innerhalb von zahlreichen Modellversuchen mit.

## Schriften (Auswahl)
- Systemanalyse nationalsozialistischer Erziehung. Kontinuität oder Abschied. Ratingen 1971, OCLC 73696335.
- Die Krise der anthropologischen Begründung von Erziehung. Ratingen 1973, ISBN 3-450-03031-0.
- Erziehung ausländischer Kinder als pädagogische Herausforderung. Das Krefelder Modell. Düsseldorf 1982, ISBN 3-590-14620-6.
- Lehrbuch der systematischen Pädagogik. Düsseldorf 1983, ISBN 3-590-14392-4.